# Rumilly-en-Cambrésis
Rumilly-en-Cambrésis è un comune francese di 1 468 abitanti situato nel dipartimento del Nord nella regione dell'Alta Francia.

## Società

### Evoluzione demografica
Abitanti censiti